# Guilielmus Messaus
Guilielmus Messaus ook Messaulx, Missau, etc. (Antwerpen, 1589 - aldaar, 1640) was een barokcomponist uit de Zuidelijke Nederlanden.

## Leven
Messaus begon zijn loopbaan als koster en schoolmeester, maar door slecht gedrag moest hij deze betrekkingen opgeven. Messaus was vanaf 1620 zangmeester aan de Sint-Walburgiskerk in Antwerpen, ook daar in conflictueuze omstandigheden. Zo weigerde Messaus in 1620 een gregoriaanse requiemmis uit te voeren. Hij ging de dirigent van een invallend koor te lijf en probeerde met zijn eigen zangers het gregoriaanse gezang te overstemmen met het meerstemmige gezang van zijn eigen koor.

## Werk
Messaus componeerde ten minste 14 missen, 57 motetten en Nederlandse hymnen, één canon en drie wereldlijke liederen op Nederlandse tekst.
Messaus was vermoedelijk ook de uitgever van de Laudes Vespertinae uit 1629 (de eerste bundel met veel cantiones natalitiæ (kerstliederen). Hij componeerde in elk geval 9 van de daarin opgenomen kerstliederen, veelal eenvoudige vierstemmige zettingen van traditionele kerstliederen die nog uit de late middeleeuwen stammen, zoals Een kindeken is ons gheboren en Het viel eens hemels dauwe.
- Gemeinsame Normdatei: 173875807
- International Standard Name Identifier: 0000 0003 5870 7482
- Library of Congress Control Number: no2014098228
- MusicBrainz: c35f664d-9953-465b-b7b6-1579551e7431
- Virtual International Authority File: 210413597
- WorldCat: E39PBJd3Kq7q9cmhVwJvRmBpT3